# Bertrand Augier de La Tour

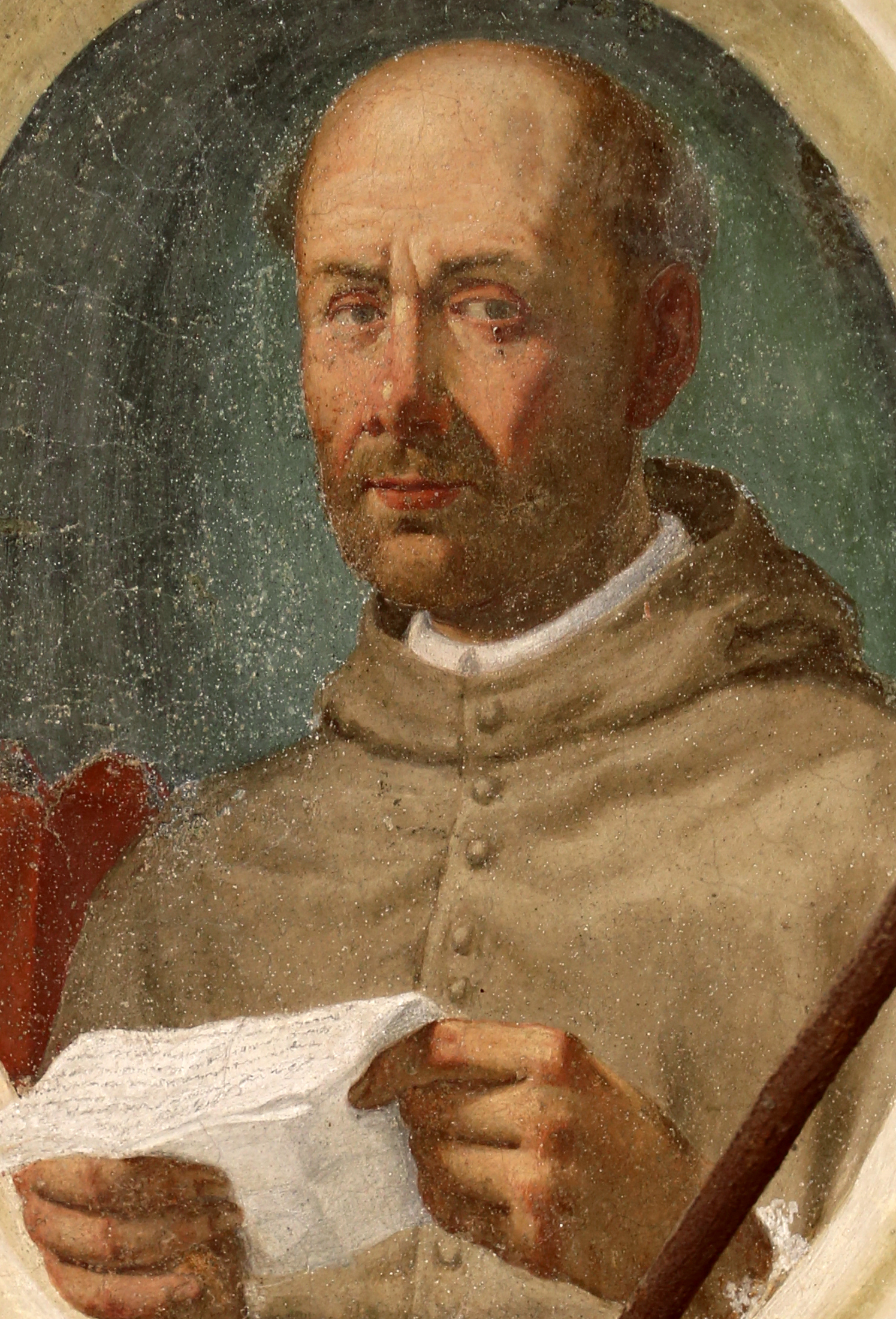
Bertrand Augier de La Tour, Darstellung im Kreuzgang von Ognissanti (Florenz), 17. Jahrhundert

Bertrand Augier de La Tour (auch Bertrand de La Tour und Bertrand de Turre, * um 1265 in Camboulit im heutigen Département Lot; † Ende 1332/Anfang 1333 in Avignon) war Mitglied des Franziskanerordens und Kardinal.

## Leben
Bertrand Augier de La Tour trat im wenige Kilometer von seinem Geburtsort entfernten Konvent von Figeac in den Franziskanerorden ein. Er studierte Theologie in Paris und Toulouse und schloss wohl 1311 als Maître de théologie ab. Ab 1312 war er Provinzial von Aquitanien.
Am 29. Januar 1317 wurde er vom wenige Monate zuvor gewählten Papst Johannes XXII. nach Norditalien geschickt, um zwischen Ghibellinen und Guelfen zu vermitteln; er überschritt dabei die ihm übertragenen Befugnisse und versuchte daraufhin, sich in einem Schreiben an den Papst zu rechtfertigen. Am 17. November 1318 wurde er zusammen mit Bernard Gui zum Legaten ernannt, der den Konflikt zwischen Frankreich und Flandern schlichten sollte. Nach dieser Zeit wurde er gebeten, an der Beurteilung der Theologie des Petrus Johannis Olivi († 1296/98) mitzuarbeiten, die von Johannes XXII. 1326 teilweise als häretisch verworfen wurde.
Am 3. September 1320 wurde Bertrand Augier de La Tour zum Erzbischof von Salerno gewählt, am 21. Oktober 1320 erfolgte die Bischofsweihe. Bereits zwei Monate später, auf dem Konsistorium vom 20. Dezember 1320, wurde er zum Kardinalpriester kreiert und erhielt am gleichen Tag San Vitale als Titelkirche. Am 30. April 1321 trat er daraufhin als Erzbischof von Salerno zurück.
In der Kontroverse um die Armut verteidigte er (vor allem auf dem franziskanischen Generalkapitel von 1322 in Perugia) die Position seines Ordens und wurde daraufhin vom Papst in der Bulle Cum inter nonnullos vom 12. November 1323 getadelt, wonach er es vorzog, sich ihm zu unterwerfen. Nach dem Tod von Kardinal Béranger Frédol dem Älteren am 1. Juni 1323 optierte er für seinen Orden für das Amt des Kardinalbischofs von Tusculum.
Am Aschermittwoch 1327 hielt er vor dem päpstlichen Hof in Avignon die Predigt. Nach der Absetzung des Generalministers Michael von Cesena am 13. Juni 1328 übertrug der Papst ihm die Leitung des Ordens als Generalvikar. Er übte das Amt bis zum 10. Juni 1329 aus: auf dem von ihm einberufenen Generalkapitel von Paris wurde sein Landsmann Gérard Études am 11. Juni 1329 dank seines Einflusses zum Generalminister des Ordens gewählt.
Am 13. August 1330 wurde ihm gestattet, sein Testament zu machen. Er beteiligte sich noch am öffentlichen Konsistorium vom 21. Oktober 1331, starb dann aber Ende 1332 oder Anfang 1333 in Avignon und wurde in der dortigen Franziskanerkirche bestattet.